# Poduromorpha
Poduromorpha (лат.) — отряд членистоногих из подкласса Коллемболы или ногохвостки (Collembola). Иногда рассматривается в ранге подотряда или надсемейства (Poduroidea).

## Описание
Отличаются от других коллембол формой тела. Например, Symphypleona имеют почти круглую или сферическую форму тела, а Poduromorpha — овальную. И Entomobryomorpha, и Poduromorpha — длинные ногохвостки с вытянутым удлиннённым телом и с шестью видимыми брюшными сегментами. В то время как у Entomobryomorpha первый сегмент грудной клетки редуцирован, Poduromorpha сохраняют все три.

## Классификация
Группа Poduromorpha ранее в качестве Poduroidea объединялась вместе с Entomobryomorpha (тогда как Entomobryoidea) в таксон под названием «Arthropleona», но современные данные показали, что он парафилетичен. И все три группы коллембол (Entomobryomorpha, Poduromorpha, Symphypleona) теперь рассматриваются как самостоятельные и равного таксономического уровня. Во времена, когда коллемболы считались отрядом насекомых, группа «Arthropleona» и Symphypleona трактовались в качестве подотрядов.
Выделяют следующие надсемейства
- Poduromorpha (ранее ранее Poduroidea в составе Arthropleona)
  - Надсемейство Neanuroidea
    - Семейство Brachystomellidae
    - Семейство Neanuridae
    - Семейство Odontellidae

  - Надсемейство Poduroidea
    - Семейство Poduridae

  - Надсемейство Hypogastruroidea
    - Семейство Hypogastruridae
    - Семейство Pachytullbergiidae
    - Семейство Paleotullbergiidae

  - Надсемейство Gulgastruroidea
    - Семейство Gulgastruridae

  - Надсемейство Onychiuroidea
    - Семейство Onychiuridae
    - Семейство Tullbergiidae

  - Надсемейство Isotogastruroidea
    - Семейство Isotogastruridae